# Eugenia ilalensis
Eugenia ilalensis är en myrtenväxtart som beskrevs av Georg Hans Emmo Emo Wolfgang Hieronymus. Eugenia ilalensis ingår i släktet Eugenia och familjen myrtenväxter.
Artens utbredningsområde är Ecuador. Inga underarter finns listade i Catalogue of Life.